# Де Хан, Виллем
Виллем де Хан (нидерл. Wilhem de Haan; 7 февраля 1801, Амстердам, — 15 апреля 1855, там же) — голландский зоолог.
Занимался изучением насекомых и ракообразных, был первым хранителем отдела беспозвоночных в лейденском Музее естественной истории. Был основным автором раздела о беспозвоночных в «Животном мире Японии» Филиппа Франца фон Зибольда. В 1846 году он вышел в отставку с должности, потому что был частично парализован из-за болезни позвоночника.